# Continuous Surface Miner

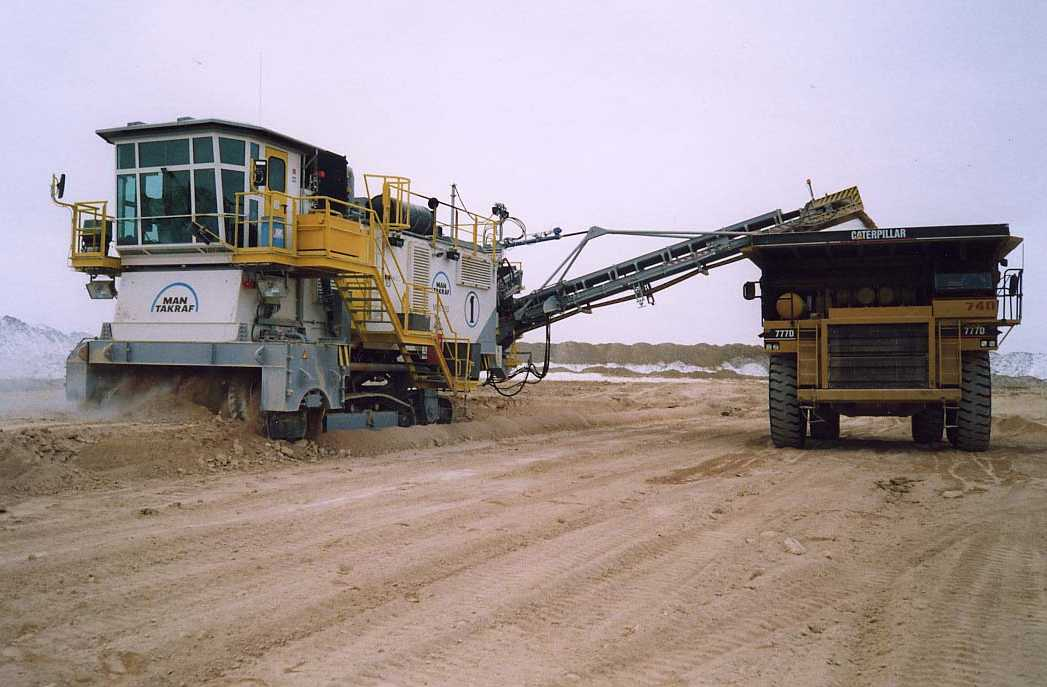
CSM beim Beladen eines Großmuldenkippers

Ein Continuous Surface Miner (CSM) ist ein kontinuierlich arbeitendes Tagebaugerät, das mit einer rotierenden Walze das Gestein fräsend zerkleinert. Die Walze lädt oft auch das gelöste Gestein auf ein Fördermittel.

## Historisches
Der CSM stammt ursprünglich aus dem Straßenbau und wurde vor allem beim Fräsen von Fahrbahnbelägen und Tiefbauprojekten in schwierigen Bedingungen eingesetzt (z.B: Tiefbaustellen in harten Gesteinen, wo nicht gesprengt werden konnte). Vorreiter war in den 1980er-Jahren die Wirtgen GmbH. Durch die Möglichkeit, harte Gesteine ohne Sprengung zu gewinnen, drangen die CSM immer mehr in den Bergbau vor, so dass sie heute fest zu den Tagebaugeräten gezählt werden können. Von den im Straßenbau eingesetzten CSM unterscheiden sich die Bergbau-CSM dadurch, dass sie festere Gesteine abbauen und die Walze höher und breiter ist.

## Aufbau
Im Wesentlichen werden die CSM nach der Anordnung der  Fräswalze unterschieden:
- CSM mit Frontwalze (z. B.: Firma Tenova TAKRAF)
- CSM mit mittig angeordneter Walze (z. B.: Firma Wirtgen)
- CSM mit Heckwalze (z. B.: Firma Vermeer Corporation)
- CSM mit Auslegerfräse (z. B.: Firma Voest Alpine)

Auf der Fräswalze sind Meißel angebracht. Zur Anwendung kommen hier klassische Rundschaftmeißel und Diskenmeißel. Zusätzlich können auf der Fräswalze noch Leitbleche angebracht werden, die das gefräste Material, wie bei einer Förderschnecke, zur Mitte der Walze transportiert, wo es in eine Schurre oder auf eine  Bandanlage gelangt.
Die Anordnung und Drehrichtung der Fräswalze beeinflussen die gewinnbare Gesteinsfestigkeit, die maximale Schnitthöhe, das Schwingungsverhalten und Freischnittverhalten der Maschine.
CSM können zusätzlich dahingehend unterschieden werden, ob sie mit einem Abwurfausleger ausgerüstet sind oder das gefräste Material direkt hinter sich ablegen. Falls das Material direkt abgelegt wird (sog. Schwadenlegung) steigt zwar die Förderleistung, jedoch führt das zu zusätzlichen Arbeitsschritten, da das Material zusätzlich mit Planierraupen zusammengeschoben und von Radladern auf  Trucks verladen werden muss.
In der Regel sind CSM mit  Raupenfahrwerken ausgerüstet.

## Vor- und Nachteile
Die Vorteile der CSM gegenüber anderen Tagebaugeräten sind u. a.:
- Kombination von Lösen, Brechen und ggf. Laden in einem Arbeitsgang (Integration vieler Arbeitsschritte in einer Maschine, was sich günstig auf die Gewinnungskosten auswirkt)
- relativ geringe Investitionskosten
- hohe betriebliche Mobilität und Flexibilität
- Gewinnung von Gesteinen bis 120 MPa
- hohe Trennschärfe (d. h. Schneiden entlang der Schichtgrenzen mit einer Genauigkeit von bis zu 5 cm)

Die Nachteile sind:
- viele Rangierfahrten führen zu einem vergleichsweise hohen Anteil an Leerfahrten
- relativ hohe Verschleißkosten
- im Vergleich zu anderen Tagebaugeräten geringe Gesamtleistung
- im Vergleich zu anderen Tagebaugeräten geringe Abtragsmächtigkeit